# Numenius arquata

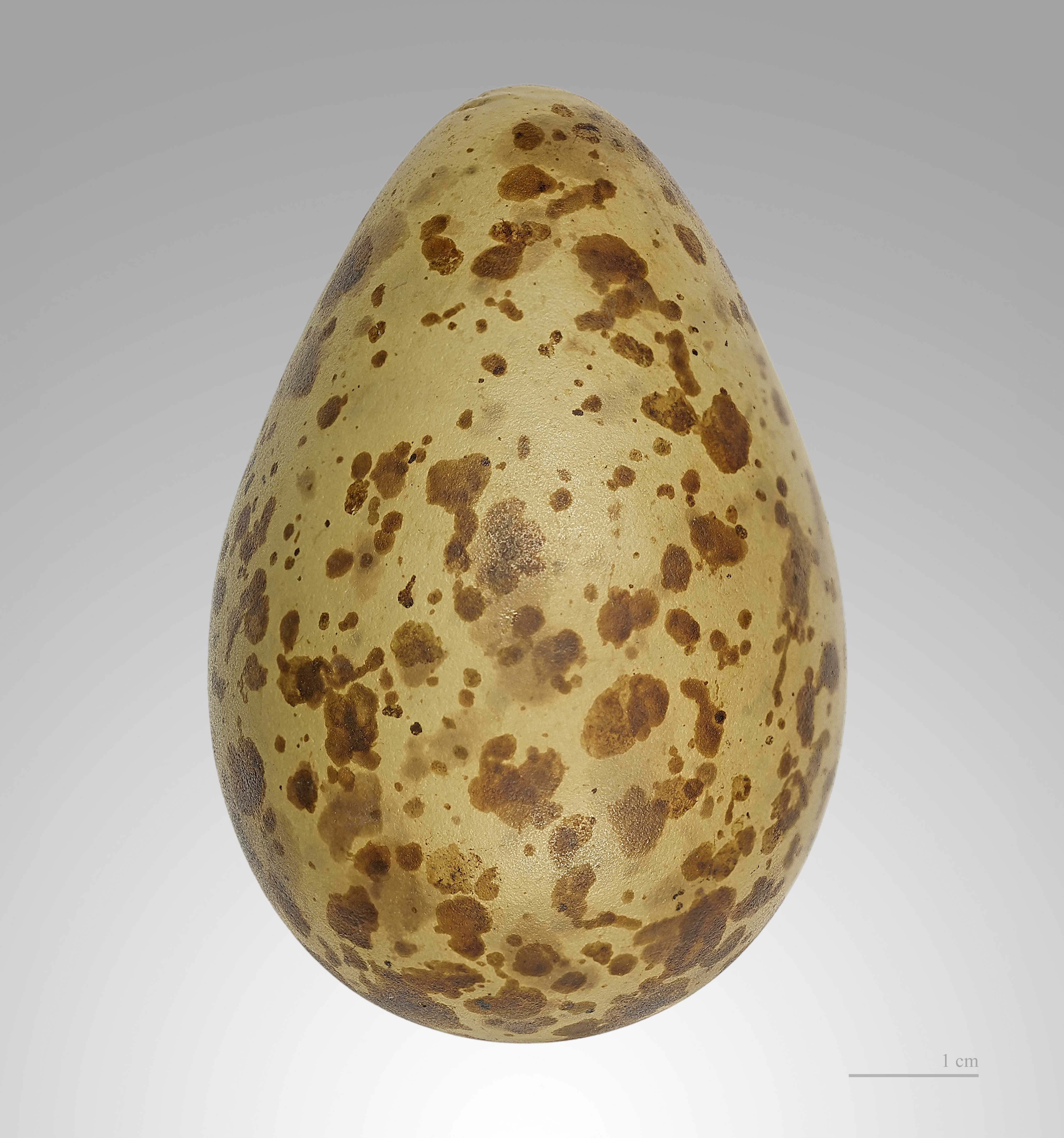
Numenius arquata

El zarapito real (Numenius arquata) es una especie de ave caradriforme de la familia Scolopacidae que cría en casi toda Europa, en el norte y oeste, en prados, zonas fangosas, ríos, humedales, costas y estuarios.
Se reconoce fácilmente por su forma, con un largo pico ligeramente curvo, y su voz, con un canto muy llamativo y bonito. El color de su plumaje es pardo arena.
Su nido es un hueco somero, revestido de hierba, en el suelo. Pone cuatro huevos en una única nidada, de abril a julio.
Se alimenta de gusanos, insectos, cangrejos, moluscos y estrellas de mar.

## Subespecies
Se conocen tres subespecies de zarapito real:
- Numenius arquata arquata (Linnaeus, 1758)
- Numenius arquata orientalis Brehm, C.L., 1831
- Numenius arquata suschkini Neumann, 1929